# Perspektive Schweiz
Perspektive Schweiz ist eine jährliche politische Online-Umfrage in der Schweiz mit dem Ziel die Bürger in einem frühen Stadium der Diskussion über Veränderungen miteinzubeziehen. Damit soll verhindert werden, dass Politiker lange Zeit an Vorlagen arbeiten und diese am Schluss vom Volk abgelehnt werden, während die vom Volk gewünschten Änderungen nicht umgesetzt werden. Perspektive Schweiz fand 2004 zum ersten Mal statt. Hinter Perspektive Schweiz steht der Verein Vernunft Schweiz, welcher gemäss Statuten als Ziel hat, die politisch neutrale Information der Bevölkerung zu verbessern und die politische Diskussion zu versachlichen.
Die ursprüngliche Idee zu Perspektive Schweiz stammt aus Deutschland. Perspektive-Deutschland ist die nach eigenen Angaben weltweit grösste gesellschaftspolitische Online-Umfrage der Welt. 

## Themen und Teilnehmerzahlen
Die Themen von Perspektive Schweiz ändern jährlich. Gemäss Organisatoren werden die Themen nach dem Gesichtspunkt der Aktualität und der politischen Ausgeglichenheit ausgesucht. 
- 2004
  - Teilnehmerzahl: 14'000
  - Themen: Bildung, Staatsfinanzen, AHV/IV, Staatssystem
  - Patronat: Ruth Metzler-Arnold (Alt-Bundesrätin), Doris Leuthard (CVP-Präsidentin), Rolf Schweiger (damaliger FDP-Präsident), Ueli Maurer (SVP-Präsident)
- 2005
  - Teilnehmerzahl: 17'000
  - Themen: Familienpolitik, Armut, Regionalpolitik, Wirtschaftswachstum, Gleichstellung
  - Patronat: Rudolf Strahm (Preisüberwacher), Doris Leuthard (CVP-Präsidentin), Fulvio Pelli (FDP-Präsident), Ueli Maurer (SVP-Präsident)
- 2006
  - Teilnehmerzahl: 20'600
  - Themen: Verkehr, Energie, Gesundheitspolitik, Arbeitsmarktpolitik
  - Patronat: Werner Marti (Nationalrat SP), Ruth Genner (Präsidentin Grüne), Doris Leuthard (Bundesrätin CVP), Fulvio Pelli (FDP-Präsident), Hansjörg Walter (Nationalrat SVP)

## Kritik
Bei der Präsentation der Ergebnisse des Jahres 2005 kam erstmals Kritik in der Presse an der Umfrage auf. Dabei wurde die Repräsentativität und Aussagekraft der Ergebnisse stark angezweifelt. Die Kritiker führen an, dass das von Perspektive Schweiz eingesetzte statistische Gewichtungsverfahren nicht in der Lage sei, die Probleme des Selektions-Bias einer Internetumfrage zu lösen und daher die Ergebnisse nichts über die Meinung der Bevölkerung aussagen.
Die Organisatoren stellen dem entgegen, dass die Umfrage mehrere Volksentscheide korrekt vorhergesagt hat und so die Qualität der Ergebnisse bestätigt wurde. So wurde von der Umfrage für die Abstimmung zur Bildungsverfassung vom 21. Mai 2006 ein Ergebnis von 88 % Ja vorhergesagt. Eingetroffen sind 86 % Ja. 